# 다이애나 스카위드
다이애나 스카위드(Diana Scarwid, 1955년 8월 27일 ~ )는 미국의 영화배우, 연극 배우, 텔레비전 배우이다.
서배너에서 태어났다.

## 영화
- 어나더 해피 데이 (2011년) - 도나 역
- 로컬 컬러 (2006년)
- 레드 스레드 (2005년)
- 프리즌 브레이크 시즌1 (2005년)
- 클리어링 (2004년) - 에바 핀치 역
- 파티 몬스터 (2003년) - 엘크 역
- 총각은 어려워 (2003년) - 산드라 역
- 페스 투 워 (2002년)
- 더티 픽쳐 (2000년)
- 왓 라이즈 비니스 (2000년) - 조디 역
- 루비 브리지스 (1998년)
- 피와 백합 (1998년)
- 엔젤 오브 펜실베니아 애브뉴 (1996년)
- 위험한 선택 (1996년) - 다이애나 역
- 더 월 (1996년)
- 돈 크라이 마미 (1996년)
- 트루먼 (1995년)
- 베어 마운틴의 비밀 (1995년) - 라이넷 셀러노 역
- 네온 바이블 (1995년)
- 굿바이 마이 프랜드 (1995년) - 게일 역
- 애모 (1993년)
- 밤 사냥 (1991년)
- 에니메이터 (1989년)
- 히트 (1987년)
- 사랑하는 내 아들아 (1987년)
- 익스트레머티스 (1986년) - 테리 역
- 싸이코 3 (1986년)
- 낯선 침입자 (1983년)
- 럼블 피쉬 (1983년) - 카산드라 역
- 메릴스트립의실크우드 (1983년)
- 다우 설트 낫 킬 (1982년)
- 존경하는 어머니 (1981년)
- 인사이드 무브 (1980년)
- 프리티 베이비 (1978년) - 프리다 역